# Сагарчин
Сагарчин — село в Акбулакском районе Оренбургской области. Административный центр Сагарчинского сельсовета.

## География
Село находится на расстоянии 21 км к юго-востоку от посёлка городского типа Акбулак, административного центра района.

### Часовой пояс
Село Сагарчин, как и вся Оренбургская область, находится в часовой зоне МСК+2. Смещение применяемого времени относительно UTC составляет +5:00.

## Население
| 2010 |
| ---- |
| 1081 |

## Улицы
| - ул. Абдешева, - пер. Абдешева, - ул. Железнодорожная, - пер. Илекский, - пер. Песчаный, | - ул. Привокзальная, - ул. Пролетарская, - ул. Рабочая, - пер. Сагарчинский, - ул. Садовая, | - ул. Советская, - пер. Средний, - пер. Степной, - пер. Торговый, - пер. Школьный. |